# إي. أ. ميتشيل
إي. أ. ميتشيل هو مدير ورائد أعمال وسياسي أمريكي، ولد في 2 ديسمبر 1910 في بينغامتون في الولايات المتحدة، وتوفي في 11 ديسمبر 1979 في إيفانسفيل في الولايات المتحدة. نشط حزبياً في الحزب الجمهوري. وقد انتخب عضو مجلس النواب الأمريكي.